# Ichneumon cerussatus
Ichneumon cerussatus là một loài tò vò trong họ Ichneumonidae.